# Případ Mezinárodního soudního dvora ohledně izraelské okupace palestinských území
Právní důsledky vyplývající z politik a praktik Izraele na okupovaném palestinském území, včetně východního Jeruzaléma, bylo řízení před Mezinárodním soudním dvorem (ICJ), nejvyšším právním orgánem Organizace spojených národů (OSN), vycházející z rezoluce přijaté Valným shromážděním Organizace spojených národů v prosinci 2022, v níž byl Soud požádán o vydání poradního stanoviska týkajícího se zákonnosti izraelské okupace palestinských území.
Izrael okupuje palestinská území, která zahrnují Západní břeh Jordánu (včetně východního Jeruzaléma) a Pásmo Gazy, od roku 1967, což z ní činí nejdelší vojenskou okupaci v moderní historii. V roce 2004 vydal Mezinárodní soudní dvůr poradní stanovisko k izraelské bariéře na Západním břehu Jordánu, v němž rozhodl, že je v rozporu s mezinárodním právem a měla by být odstraněna. V lednu 2023 Mezinárodní soudní dvůr uznal žádost Valného shromáždění OSN o poradní stanovisko k právním důsledkům vyplývajícím z politiky a praktik Izraele na okupovaných palestinských územích.
Veřejná slyšení byla zahájena 19. února 2024 v sídle Mezinárodního soudního dvora v Haagu, přičemž právní argumenty předložilo 52 států a tři mezinárodní organizace – což je největší počet stran účastnících se jakéhokoli jednotlivého případu v historii Mezinárodního soudního dvora. Poradní stanovisko soudu bylo vydáno 19. července 2024 a stanovilo, že palestinská území tvoří jeden politický celek a že izraelská okupace od roku 1967 a následné vytváření izraelských osad a využívání přírodních zdrojů jsou podle mezinárodního práva nezákonné. Soud rovněž rozhodl, že Izrael by měl palestinskému lidu zaplatit plné reparace za škody způsobené okupací, a shledal, že jeho politika porušuje Mezinárodní úmluvu o odstranění všech forem rasové diskriminace.
Palestinská samospráva toto rozhodnutí uvítala jako historické, zatímco izraelská vláda jej formálně odmítla s tím, že politického urovnání lze dosáhnout pouze jednáním; izraelští vůdci a politici dále rozhodnutí odsoudili jako antisemitské. Stanovisko soudu podpořila Evropská unie, ale Spojené státy jej kritizovaly. Dne 18. září 2024 Valné shromáždění OSN přijalo rezoluci vyzývající k ukončení „nezákonné přítomnosti“ Izraele na Západním břehu Jordánu a v Pásmu Gazy do jednoho roku.

## Pozadí

Hlasování Valného shromáždění OSN

Návrh vypracovaný Státem Palestina byl schválen Zvláštním politickým a dekolonizačním výborem (Čtvrtým výborem) dne 11. listopadu 2022. Byl schválen poměrem hlasů 98 ku 17, 52 se zdrželo hlasování a byl odeslán Valnému shromáždění. Nikaragua předložila návrh rezoluce, protože Palestina není plnoprávným členem OSN.
Dne 30. prosince 2022 Valné shromáždění OSN přijalo rezoluci A/RES/77/247 poměrem hlasů 87 pro, 26 proti a 53 se zdrželo hlasování.
Dne 20. ledna 2023 Mezinárodní soudní dvůr potvrdil, že „Žádost byla Mezinárodnímu soudu postoupena dopisem, který 17. ledna zaslal generální tajemník OSN António Guterres, a žádost byla zaregistrována včera, ve čtvrtek.”

## Rezoluce Valného shromáždění OSN
Odstavec 18 usnesení žádá Soud o vydání poradního stanoviska k následujícím otázkám: 
(a) Jaké jsou právní důsledky vyplývající z pokračujícího porušování práva palestinského lidu na sebeurčení Izraelem, z jeho dlouhodobé okupace, osidlování a anexe palestinského území okupovaného od roku 1967, včetně opatření zaměřených na změnu demografického složení, charakteru a statusu Svatého města Jeruzaléma, a z přijetí souvisejících diskriminačních zákonů a opatření(b) Jak politika a praktiky Izraele uvedené v odstavci 18 (a) výše ovlivňují právní status okupace a jaké jsou právní důsledky, které z tohoto statusu vyplývají pro všechny státy a Organizaci spojených národů?

### Reakce na rezoluci Valného shromáždění OSN
Rijád al-Malikí, ministr zahraničních věcí a emigrantů Státu Palestina, označil rezoluci za „diplomatický a právní úspěch a počin“. Al-Maliki vyjádřil vděčnost národům, které rezoluci podpořily tím, že ji podpořily a hlasovaly pro ni. Vyzval země, které rezoluci nepodporovaly, aby „dodržovaly mezinárodní právo a vyhnuly se stání na špatné straně historie“. Několik dní před konečným hlasováním tehdejší izraelský premiér Jai'r Lapid ve snaze zabránit postoupení žádosti do Haagu napsal 50 zemím, v němž je vyzval, aby rezoluci ve Valném shromáždění nepodporovaly.
Organizace islámské spolupráce (OIC) uvítala schválení rezoluce Valným shromážděním, s tím že „chválí postoje zemí, které ji podpořily, což potvrzuje jejich závazek k mezinárodnímu právu a je v souladu s jejich historickou podporou palestinské věci”.
Česko hlasovalo proti rezoluci a Ministerstvo zahraničních věcí k hlasování uvedlo: „Nikdy nebudeme akceptovat popírání židovských vazeb na Chrámovou horu. Také dáváme přednost dialogu obou stran před jednostranným zapojením Mezinárodního soudního dvora do blízkovýchodního mírového procesu.”

## Podání k soudu
Soud stanovil 25. července 2023 jako lhůtu pro předložení písemných prohlášení a 25. října 2023 jako lhůtu pro písemné připomínky k prohlášením učiněným jinými státy nebo organizacemi.
Dne 7. srpna Soud oznámil, že v jeho rejstříku bylo podáno 57 písemných prohlášení, včetně tří od mezinárodních organizací – Ligy arabských států, Organizace islámské spolupráce a Africké unie – a zbytek od Palestiny a členských států OSN.
Podle deníku Le Monde je 57 písemných podání rekordních (více než jich bylo obdrženo v jakémkoli jiném případě) od založení soudu v roce 1945, což noviny považují již za malé vítězství pro Palestince. Podle deníku velká většina z 57 podání uznává jurisdikci Soudu k vydání stanoviska k nastoleným otázkám; pouze asi 10 podání zpochybňuje postoupení věci Soudu.
Dne 14. listopadu soud oznámil, že přijal 15 připomínek k písemným prohlášením.

## Rozhodnutí
Mezinárodní soudní dvůr vydal své stanovisko dne 19. července 2024. Došel k závěru, že izraelská okupace palestinských území je nezákonná, že Izrael by měl tuto okupaci ukončit, zdržet se budování nových osad a evakuovat ty již existující. Dále dospěl k závěru, že v případech, kdy Palestinci ztratili půdu a majetek, by měl Izrael zaplatit reparace. V souvislosti se zákazem rasové segregace a apartheidu v Mezinárodní úmluvě o odstranění všech forem rasové diskriminace (CERD) soud shledal, že izraelské zákony „zavádějí oddělení“ Palestinců a osadníků na okupovaných územích ve fyzickém i právním smyslu, což „porušuje“ článek 3 CERD. Rovněž shledal, že všechny státy a instituce, jako je Rada bezpečnosti OSN a Valné shromáždění OSN, jsou povinny neuznávat okupaci za legální ani „neposkytovat pomoc či podporu“ k udržení izraelské přítomnosti na okupovaných územích.
Mezi porušeními mezinárodního práva soud identifikoval praktiky, jako jsou násilná vystěhování, všudypřítomné demolice domů a omezení pobytu a pohybu, přesun a zadržování osadníků ve východním Jeruzalémě a na Západním břehu Jordánu, neschopnost chránit Palestince před násilím osadníků, omezování přístupu k vodě, rozšíření izraelského práva na Západní břeh Jordánu a východní Jeruzalém a zneužívání zdrojů na okupovaných územích Izraelem. Ačkoli nastolil otázku izraelské separační politiky a poukázal na rozdíl mezi segregací a apartheidem, nerozhodl o tom, že tato politika spadá pod ustanovení mezinárodního práva týkající se apartheidu. Spekulovalo se, že to mohlo souviset se snahou o dosažení velkého většinového konsensu mezi předsedajícími soudci.

Soud dále napsal, že: 
Soud se domnívá, že porušování zákazu získávání území silou a práva palestinského lidu na sebeurčení ze strany Izraele má přímý dopad na zákonnost pokračující přítomnosti Izraele jako okupační mocnosti na okupovaném palestinském území. Trvalé zneužívání Izraelem svého postavení okupační mocnosti prostřednictvím anexe a uplatňování trvalé kontroly nad okupovaným palestinským územím a pokračující maření práva palestinského lidu na sebeurčení porušuje základní principy mezinárodního práva a činí přítomnost Izraele na okupovaném palestinském území nezákonnou. 
Soud uvedl, že izraelsko-palestinský mírový proces nebrání uplatňování mezinárodního práva na danou situaci. Mezinárodní soudní dvůr uvedl, že Valné shromáždění a Rada bezpečnosti OSN jsou povinny určit způsob ukončení nezákonné přítomnosti Izraele na okupovaných územích a že všechny státy jsou povinny spolupracovat při neuznání izraelské okupace okupovaných území.

### Rezoluce Valného shromáždění OSN
Dne 18. září 2024 přijalo Valné shromáždění OSN nezávazné usnesení o vymáhání poradního stanoviska. Pro rezoluci hlasovalo 124 zemí, 43 zemí se zdrželo hlasování a 14 zemí, včetně Izraele a USA, hlasovalo proti. Evropa byla rozdělena: Francie, Portugalsko, Irsko, Malta, Belgie, Španělsko a Norsko hlasovaly pro rezoluci; Švýcarsko, Německo, Rakousko, Švédsko, Itálie, Spojené království a Nizozemsko se zdržely hlasování; Česká republika a Maďarsko hlasovaly proti rezoluci.
Rezoluce požaduje, aby se Izrael do jednoho roku stáhl z okupovaného palestinského území. Vyzvala také všechny členské státy, aby přestaly dovážet produkty z izraelských osad na okupovaném palestinském území a aby přestaly dodávat Izraeli zbraně, munici a související vybavení „ve všech případech, kdy existují důvodné podezření, že mohou být použity na okupovaném palestinském území.”
Švýcarsko dostalo mandát ke svolání Konference vysokých smluvních stran Čtvrté Ženevské úmluvy o ochraně civilních osob za války o opatřeních k prosazování Úmluvy na okupovaném palestinském území, včetně východního Jeruzaléma, přičemž konference má být svolána v příštích šesti měsících. Švýcarsko 6. března oznámilo, že zrušilo konferenci z důvodu nedostatku účastníků. Uvedlo, že některé země vyjádřily nespokojenost se závěrečným prohlášením, které mělo být zveřejněno.

### Reakce na rozhodnutí
Izraelští představitelé a politici odsoudili rozhodnutí Mezinárodního soudního dvora jako antisemitské. Izraelský premiér Benjamin Netanjahu označil rozhodnutí za „lživé“, jelikož „židovský lid není okupantem ve své vlastní zemi”. Izraelský ministr financí Becal'el Smotrič vyzval k okamžité anexi Západního břehu Jordánu a prohlásil: „Odpovědí na Haag je suverenita hned teď.“
Kancelář palestinského prezidenta Mahmúda Abbáse stanovisko uvítala a označila rozhodnutí za historické. Generální tajemník výkonného výboru Organizace pro osvobození Palestiny Husajn aš-Šajch oslavil verdikt jako vítězství práva Palestinců na sebeurčení a považoval rozsudek za „zhroucení a porážku projektu judaizace prostřednictvím konfiskace, osidlování, vysídlování a rasistických praktik proti okupovanému lidu“.
Daniel Levy, politický analytik, uvedl, že případ Mezinárodního soudního dvora donutí třetí strany nést důsledky spoluúčasti na tomto porušení mezinárodního práva a zaručení beztrestnosti pro porušující stranu, konkrétně Izrael. Novinář serveru Ynet Itamar Eichner uvedl, že ačkoli rozhodnutí Mezinárodního soudního dvora představuje nejhorší možný scénář, kterého se izraelští politici obávali, samotná „brutalita“ rozsudku může hrát ve prospěch Izraele. Podle jeho názoru je pravděpodobné, že izraelští vůdci doufají, že Donald Trump vyhraje americké volby a poté schválí zákony proti ICJ a Mezinárodnímu trestnímu soudu a uvalí sankce na soudce odpovědné za tyto verdikty.